# Vízi Elemér
P. Vízi Elemér SJ (Csíkszereda, 1974. február 24. –) jezsuita szerzetes, a jezsuita rend magyar rendtartományának provinciálisa 2016. november 7-től 2023. február 25-ig. Elődje P. Forrai Tamás Gergely SJ szerzetes volt, utóda András Attila SJ. A jezsuiták neve után szereplő SJ a rend latin nevének kezdőbetűit (Societas Jesu), a jezsuita rendhez való tartozást jelzi.

## Élete
P. Vízi Elemér SJ 1974. február 24-én született Csíkszereda településen. Általános iskolai tanulmányait 1980–1992 között végezte el Csíkdánfalván, majd Gyulafehérvárott járt középiskolába. Gimnáziumi tanulmányai szerint a Gyulafehérvári főegyházmegyébe kérte felvételét, s szemináriumi tanulmányait Gyulafehérváron kezdte meg. 1992 és 1994 között ott végezte el a papképzés filozófiai tanulmányait, majd Freiburgban tanult 1994–1998 között teológiát. 1998-tól szentelésének előkészületeként Griesben végzett gyakorlatot a Jálics Ferenc által vezetett lelkigyakorlatos házban. Ezután Székelykeresztúron végzett pasztorációs gyakorlatot, öt hónapon keresztül, majd három hónapig Sankt Peter im Schwarzwaldban szolgált.
Diakónusszentelése után Sepsiszentgyörgyön végzett pasztorális gyakorlatot. Pappá Jakubinyi György gyulafehérvári érsek szentelte Csíkdánfalván 2000. június 30-án. 2000 és 2003 között érseki titkár. 2003 szeptemberében püspöke engedélyezte számára, hogy belépjen a jezsuita rendbe. Szerzetesi életét 2005. szeptember 15-én a szegedi jezsuita noviciátusban kezdte meg, ahol – a kétéves képzés végén – 2005. szeptember 6-án tette le fogadalmait.
2005–2006-ban Kanadában, a Toronto mellett levő Guelphben található Regis College-ban kilenc hónapos lelkivezető-képzésen vett részt. 2006–2007-ben társ-novíciusmester Budapesten, majd 2008 és 2016 között a Dobogó-kői Manréza Lelkigyakorlatos Központ igazgatója. 2010-től az Ignáci Lelkiségi Központ vezetője.
Végső fogadalmaira felkészítő terciát Dublinban végezte el 2013–2014-ben. Ez alatt az időszak alatt két hónapot Nepálban, Katmanduban töltött.
2014 óta a provinciális sociusa. Ünnepélyes fogadalmát 2015. április 7-én tette le. Ebben az évben választotta meg a magyar jezsuita rendtartomány küldöttnek a rend 36. általános rendgyűlésére. Arturo Sosa, a rend legfőbb elöljárója a Rómában folyó 36. rendi nagygyűlés során november 7-én hirdette ki a kongregáció tagjainak, hogy a magyar jezsuita rendtartomány élére 2016-tól P. Vízi Elemért nevezte ki. Megbízatása a rendszabályok értelmében egymást követő kétszer három évre szólt.